# عبد الله العصفور
عبد الله العصفور (1943 - 2017) لاعب ومدرب كرة قدم كويتي سابق، كان مركزه قلب دفاع نادي القادسية الكويتي ، و منتخب الكويت الوطني لكرة القدم و منتخب الكويت العسكري لكرة القدم .

## بداياته
ولد عبد الله العصفور في الكويت في منطقة ميدان حولي في العام 1943 وبدأ مشواره الرياضي في دوري المدارس لكرة السلة وتحديدا عندما كان طالبا، وعند انتقاله إلى مدرسة حولي الثانوية انخرط في لعبة كرة القدم التي كان يتم تدريبه عليها بصورة احترافية ومتقنة في ذاك الوقت ونجح مع بقية زملائه في الثانوية في حصد لقب بطولة الشيخ عبد الله الجابر للمدارس وهي البداية الحقيقية لدخوله عالم كرة القدم، حيث لفت انتباه «الكشافة» من النادي الأهلي «الكويت» الذين ضموه إلى صفوف نادي الكويت في العام 1960 وشارك مع الفريق في بطولات خارجية ودية في لبنان وسورية.
وفي العام 1961 إنتقل إلى صفوف النادي العربي وانتظم في اللعب بصفوفه لمدة 3 مواسم متتالية وتمكن مع بقية زملائه في ذلك الوقت من تحقيق بطولة الدوري لثلاثة مواسم متتالية ليحط رحاله بعد ذلك في نادي القادسية الكويتي الذي استمر معه حتى اعتزاله اللعب وحقق معه العديد من الإنجازات والألقاب وفي مقدمتها بطولة الدوري في العام 1965 وشارك مع منتخب الكويت لكرة القدم لعشر سنوات متتالية وحقق معه المركز الثاني في البطولة العربية 1960 ولقب بطولة الخليج الثانية التي أقيمت في السعودية.

## بعد الاعتزال
بعد إعتزاله كرة القدم عام 1976 كلاعب إتجه إلى العمل التدريبي، حيث عمل مدربا لعدة سنوات وقرر الابتعاد عن الملاعب نهائيا واعتزال التدريب في منتصف الثمانينيات مفضلا أن يترك المجال أمام غيره لإكمال مشواره.

## وفاته
تُوفي عبد الله العصفور في تاريخ 31 أكتوبر 2017 بعد صراع طويل مع المرض.